# Candor Chasma
Il Candor Chasma è una delle principali valli che compongono il sistema di Valles Marineris, su Marte. Si estende principalmente in direzione est-ovest, parallelamente al Melas Chasma, situato più a sud, e all'Ophir Chasma, più a nord; si trova inoltre ad est del Tithonium Chasma.
La sonda statunitense Mars Global Surveyor ha rilevato la presenza, in questa zona, di depositi stratificati, confermando le ipotesi avanzate sulla base dei dati e delle immagini già precedentemente rilevate dal Mariner 9 nel 1972 e dal Viking nel 1976.
Sul letto dei canyon minori che separano il Candor Chasma dal Melas Chasma sono presenti depositi alluvionali, o comunque materiali precipitati sul fondo delle valli in seguito al ritiro dei ghiacci entro cui erano disciolti. Sono inoltre presenti rocce di origine vulcanica fortemente erose dagli agenti atmosferici.